# NEGA
Nega (ネガ) - японская visual kei рок-группа. Однако, в их музыкальном стиле можно наблюдать оттенки хардкора, металла и индастриала. Группа работала под лейблом UnderCode Production (с 2006 года).

## Деятельность
Группа была образована в декабре 2004 года. Изначально это был дуэт, который состоял из вокалиста Jin (Джин) и басиста Ray (Рей). После выпуска первого релиза - демо Yoru ni Aru Kibou, Asa ni Kuru Zetsubou, к Nega присоединяется ударник Yu (Юу). После того, как песни группы вошли в общий сборник, ребята выпускают первый мини-альбом THE Faded Film of a Japanese Sadness. 
В марте 2006 года к группе присоединяется постоянный гитарист Hiroki (Хироки); в таком составе они отправляются в тур вместе с группой Cannival Method. 
2007 год был очень продуктивным для Nega: в период с января по июль они выпускают 5 синглов и 2 мини-альбома. В июне 2007 Hiroki уходит из группы, на его замену приходит нынешний гитарист SAN (Сан).
В январе 2008 группа выпустила мини-альбом ЯeBirtH Under the Chaos. В августе того же года группа участвовала в концерте Tribute to Phantasmagoria 2008. В конце года ребята объявили о выходе двух новых синглов в 2009 году, а также DVD VISUAL NEGATIVISM.
22 июля 2009 года вышел новый альбом GRAVE OF THE SACRIFICE. А 26 мая 2010 года вышел альбом Negativism.
6 июля 2011 ребята выпускают макси-сингл FABLE IN THE COLD BED, после чего в сентябре едут в европейский тур и дают концерты во Франции, Германии и Голландии. 22 ноября этого же года выходит сингл HINDSIGHT, а 30 ноября - DELUGE.
30 мая 2012 выходит альбом VANITAS.
В апреле 2013 года группа дала свои последние концерты. Официальная причина распада группы - закрытие лейбла UnderCode Production, с которым группа работала на протяжении всего времени с 2006 года.

## PERESTROIKA
PERESTROIKA (ペレストロイカ)
В 2010 году ребята полностью меняют свой стиль и имена. 
- Jin → Haruto
- SAN → Koma
- Ray → Kisaragi Kouichirou
- Yu → Yuusuke

Официальной датой образования "Перестройки" считается 23 сентября 2010 года. В новом образе весной 2011 года они выпускают новый сингл Heartz. Однако осенний сингл DELUGE они выпускают как "Nega".

## Дискография

### Альбомы
- THE Faded Film of the Japanese Sadness
- dole
- hole
- ЯeBirtH Under the Chaos
- GRAVE OF THE SACRIFICE
- NEGATIVISM
- PERESTROIKA PAIИZ
- Vanitas

### Синглы
- Defection Deep Depression and...
- abase
- quadrangle
- 鬱
- 自虐パラノイド
- illegitimacy
- reminiscence
- 走馬灯～PAST SKY～
- dig
- ill
- Haunted Jealousy
- PERESTROIKA ＨＥＡЯＴＺ
- FABLE IN THE COLD BED
- DELUGE
- MMFP